# サトウガイ
サトウガイ(佐藤貝、学名:Anadara satowi）は、フネガイ科アカガイ属の二枚貝である。学名は1882年にドゥンカーによって命名された。 種小名はアーネスト・サトウへの献名である。

## 生態
主に潮下帯の砂底に棲息する。分布域は能登半島以南の日本海、房総半島以南の太平洋、国外については大陸中国、台湾の東シナ海(水深17m-27m)、南シナ海(21m-23m)に分布する。

## 異名
- Scapharca satowi Dunker, 1882 （原記載）
- Arca nipponensis Pilsbry, 1901
- Scapharca satowi Dunker, 1882